# Ixodes nipponensis
Ixodes nipponensis este o specie de căpușe din genul Ixodes, familia Ixodidae, descrisă de Kitaoka și Saito în anul 1967. Conform Catalogue of Life specia Ixodes nipponensis nu are subspecii cunoscute.